# Pomaderris aspera
Pomaderris aspera är en brakvedsväxtart som beskrevs av Franz e Wilhelm Sieber och Dc.. Pomaderris aspera ingår i släktet Pomaderris och familjen brakvedsväxter. Inga underarter finns listade i Catalogue of Life.